# Mk 19
Mk 19 (Mark 19) — американский автоматический станковый гранатомёт с ленточным питанием.

## История
В 1967 году Лаборатория вооружений ВМС США (US Naval Ordnance Station Louisville) создала образец автоматического гранатомёта под боеприпас 40×53 мм. Летом 1968 года первые три гранатомёта были направлены во Вьетнам, где устанавливались на речные катера ВМС США. Показал высокую эффективность и стал прототипом для создания подобных систем в других странах.
С 1981 по 2000 годы в США было выпущено более 25 000 гранатомётов Mk 19 Mod 3.

## Конструкция

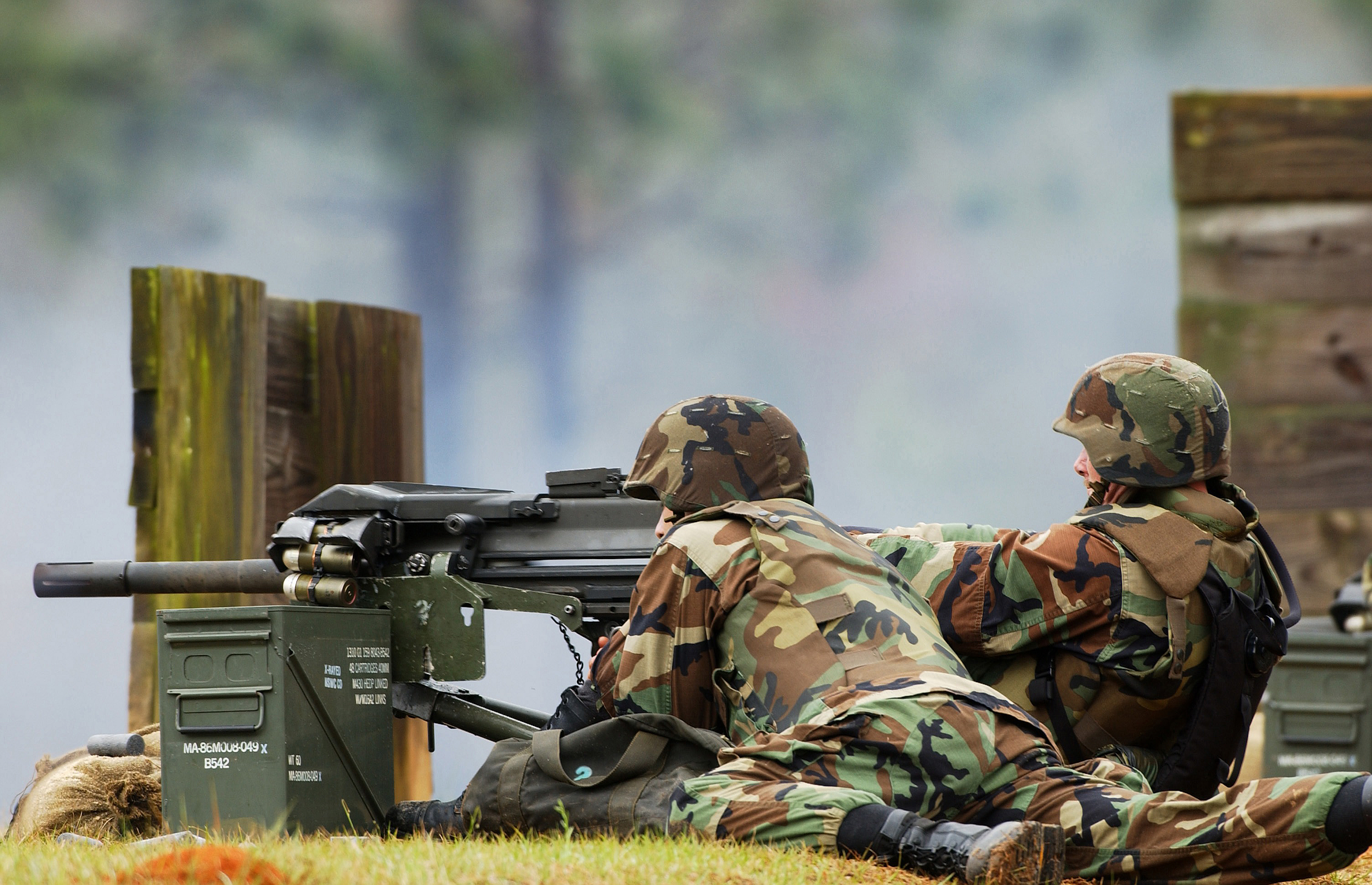
АСГ Mk 19 во время стрельбы

Автоматический гранатомёт Mk 19 работает по принципу использования энергии отдачи свободного хода затвора, стрельба ведётся с открытого затвора. Гранатомёт допускает ведение огня как одиночными выстрелами так и очередями.
Управление гранатомётом осуществляется двумя рукоятками, расположенными в задней части корпуса, со спусковой клавишей между ними.
Гранатомёт предусматривает применение всех типов 40×53 мм гранат стандарта НАТО. Подача боеприпасов осуществляется из рассыпной ленты M16 с металлическим звеном. Ленты с боезапасом поставляются в ящиках по 32 выстрела. Вес ящика 19 кг.
На гранатомёт может быть установлен ночной прицел AN/TVS-5

### Станки
Гранатомёт может быть установлен на универсальный пехотный станок-треногу M3 или турельную установку (Mk.64 cradle mount).
Также разработаны несколько вариантов дистанционно-управляемых модулей для бронетехники, в которые предусмотрена возможность установки Mk 19:
- так, на оружейной выставке IDEX-1997 американская компания "General Dynamics Defence Systems" представила модуль "DeadEye-40/50", предназначенный для установки на катера
- норвежской компанией "Kongsberg Defence & Aerospace AS" в 1997 году был разработан модуль PROTECTOR, предназначенный для установки на бронетехнику. В 1999 году модуль был принят на вооружение армии Норвегии, а в 2002 году под наименованием M151 - на вооружение армии США[2]

## Варианты и модификации
- Mk.19 mod.0 - опытный предсерийный вариант, первые три образца были направлены во Вьетнам летом 1968 года
- Mk.19 mod.1 - первая серийная модель обр. 1971 года
- Mk.19 mod.2 - опытный вариант обр. 1974 года, с электроспуском (для установки на бронетехнику)
- Mk.19 mod.3 - модифицированный вариант, разработан в 1976-1981 гг.

## Страны-эксплуатанты
- Австралия
- Аргентина
- Бангладеш
- Греция: производится компанией ЭАС.[3]
- Египет
- Джибути
- Израиль
- Ирак: 12 ноября 2014 года Ирак обратился к США с просьбой предоставить дополнительное количество вооружения и военной техники; 19 декабря 2014 США принято решение предоставить Ираку 1000 шт. гранатомётов Mk.19 по программе военной помощи FMS[4]
- Иран
- Испания
- Ливан
- Малайзия
- Мексика: широко используется армией в нарковойне.
- Пакистан
- Польша
- Китайская Республика
- Таиланд
- Турция: производится по лицензии компанией MKEK под наименованием 40 mm OTOMATİK BOMBAATAR[5]
- Украина: несколько сотен[6][7]
- Филиппины
- Швеция: принят на вооружение в 1993 году под наименованием Grsp 40 mm[8]